# Kurs (system zbliżania)

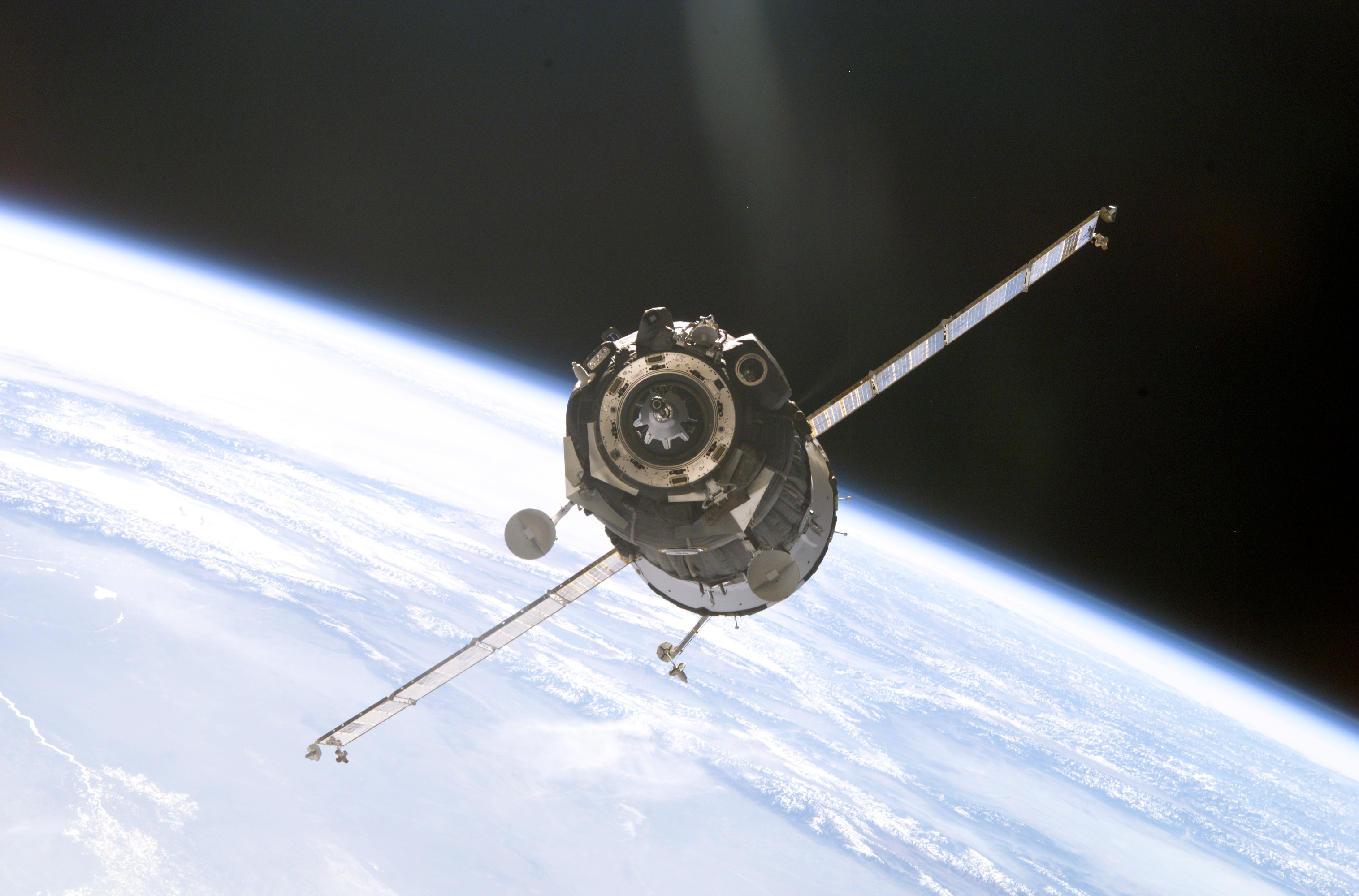
Dwie okrągłe anteny pojazdu Sojuz są częścią systemu Kurs

Kurs (ros. Курс) – system telemetrii radiowej wykorzystywany w programach kosmicznych prowadzonych przez ZSRR i Federację Rosyjską, zaprojektowany w latach 80. XX wieku przez radziecki Instytut Badań nad Sprzętem Precyzyjnym, zaś budowany przez kijowskie zakłady radiowe.

## Historia
Kurs został zaprojektowany jako następca przestarzałego systemu Igła, używanego w pojazdach Sojuz i Progress. System ten umożliwiał automatyczne dokowanie pojazdów na stację Mir (z wyjątkiem promu kosmicznego), a dziś używany jest na Międzynarodowej Stacji Kosmicznej. Jest używany równolegle z ręcznym systemem TORU.
Pierwszym pojazdem kosmicznym wyposażonym w system Kurs był Sojuz TM-1, który w 1986 dokował do stacji Mir.
Po upadku Związku Radzieckiego w 1991 Kurs stał się własnością Ukrainy, w związku z tym Rosyjska Federalna Agencja Kosmiczna musiała wnosić opłaty za korzystanie z systemu. Z powodu kłopotów walutowych Ukraina podwyższała cenę za użytkowanie systemu Kurs, co doprowadziło do decyzji Roskosmosu o opracowaniu nowego systemu zbliżania.